# Clett, Loch Dunvegan
Clett är en obebodd ö i Highland, Skottland. Ön är belägen 0,5 km från Isay.